# Le Bourg-d'Oisans
Le Bourg d'Oisans es una comuna francesa, situada en el departamento de Isère, en la región de Ródano-Alpes, en Francia. Sus habitantes son llamados bourcates.

## Geografía

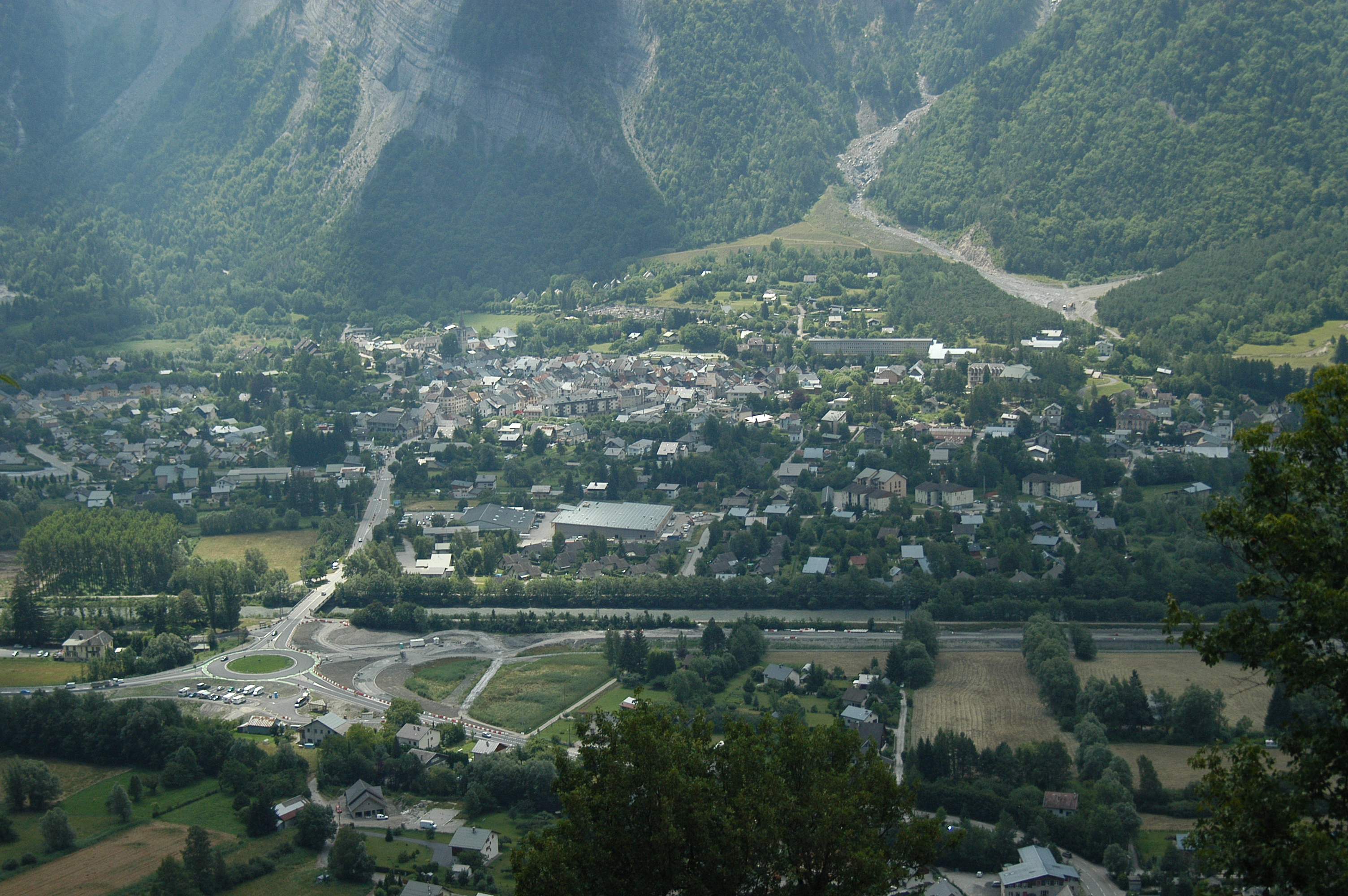
Vista de Bourg d'Oisans desde el Alpe d'Huez.

Le Bourg d'Oisans se encuentra en los Alpes franceses, en el centro de una llanura junto a un antiguo lago, en la región alpina de Oisans. El pueblo es atravesado por el río Romanche, que forma importantes gargantas en sus inmediaciones. Está bordeado al norte por el macizo de los Grandes Rousses y al norte y sur por el macizo de Pelvoux. Forma parte del parque nacional de Écrins.

## Historia
- Hasta la prehistoria el valle se encontraba completamente cubierto por el lago.
- Fue lugar de paso de una calzada romana.
- Antiguamente fue conocido como Saint-Laurent du Lac.
- Existieron minas de oro y plomo.

## Turismo
En invierno es frecuente la presencia de esquiadores que frecuentan las estaciones de esquí próximas, pero la mayor proyección le ha llegado a Bourg d'Oisans gracias al Tour de Francia, que ha visitado la localidad en varias ocasiones por su proximidad a montañas como el Grand-Bornard o Alpe d'Huez. 

## Demografía
| 2189 | 2280 | 2448 | 3027 | 2911 | 2984 |
| Para los censos de 1962 a 1999 la población legal corresponde a la población sin duplicidades (Fuente: INSEE [Consultar]) |      |      |      |      |      |